# Division de Kapit
La Division de Kapit (en malais, Bahagian Kapit) est une division administrative de l'État de Sarawak en Malaisie. Avec une superficie de 38 934 km2, elle est la plus grande Division du Sarawak.
Les 134 800 habitants de la Division sont principalement des Dayak, des Chinois, des Malais, des Melanau et des Bidayuh.
Environ 86 % de la surface de la Division est recouvert d'une réserve forestière. L'économie de la région est donc principalement agricole, basée sur la foresterie, le palmier à huile, le riz, le caoutchouc, la banane et le poivre. Les autres ressources naturelles comprennent le charbon. le barrage de Bakun se trouve en partie dans la Division de Kapit.

## Districts
La Division de Kapit est elle-même divisée en quatre districts suivants :
| Nom                      | Surface    | Capitale     |
| ------------------------ | ---------- | ------------ |
| District de Belaga       | 19 050 km2 | Belaga       |
| District de Kapit        | 3 973 km2  | Kapit        |
| District de Song         | 3 935 km2  | Song         |
| District de Bukit Mabong | 11 976 km2 | Bukit Mabong |

## Membres du parlement
| Parlement        | Membre                 | Parti     |
| ---------------- | ---------------------- | --------- |
| P215 Kapit       | Alexander Nanta Linggi | GPS (PBB) |
| P216 Hulu Rajang | Wilson Ugak Kumbong    | GSP (PRS) |

### Liens connexes
- Division de Malaisie orientale